# Modjeska Canyon
Modjeska Canyon é uma comunidade não-incorporada localizada no Estado da Califórnia, nos Estados Unidos, na parte leste do Condado de Orange. Situa-se a oeste do sopé das Montanhas Santa Ana. Ela é uma comunidade rural com alguns residentes centenários. Possui um pequeno parque e uma estação de incêndios operada por voluntários. O código de área é 714.
Modjeska Canyon recebeu esse nome após a atriz polonesa Helena Modjeska ter se estabelecido nessa região no fim do século XIX.
A comunidade foi uma das muitas localidades atingidas pelos incêndios florestais de outubro de 2007. Cerca de 14 casas foram destruídas e outras oito casas sofreram prejuízos.